# Katarina Sandström

Anna Hiruth Katarina Sandström Borglund, född 20 mars 1974 i Addis Abeba, Etiopien, är en svensk journalist och nyhetsankare på SVT:s nyhetsprogram Rapport. 
Sandström har flera gånger nominerats till och vunnit pris som bästa nyhetsankare. Hon har lett Rapports huvudsändning 19:30 sedan 2000. Parallellt med arbetet på Rapport har Sandström också medverkat i stora evenemang inom SVT såsom direktsändningarna från Nobelbanketten 2002–2003 och 2005–2006 samt valvakan 2006. Hon har tidigare arbetat på Ekot och på Västerbottens Folkblad och är utbildad vid Strömbäcks folkhögskola
Sandström har medverkat, i rollen som sig själv som nyhetsankare, i filmerna Storm, Sprängaren och Paradiset samt i TV-serien Kronprinsessan.

## Familj
Katarina Sandström adopterades 8 månader gammal och växte upp i Tavelsjö med sin bror Johan och tvillingsyster Elizabeth som alla föddes i Etiopien. Hon är gift sedan 2004 med Tommy Borglund (född 1968) och har en dotter född 2009.